# Aloidendron barberae
Aloidendron barberae es una especie del género Aloidendron (anteriormente Aloe) cuyo hábitat natural son zonas de Sudáfrica.

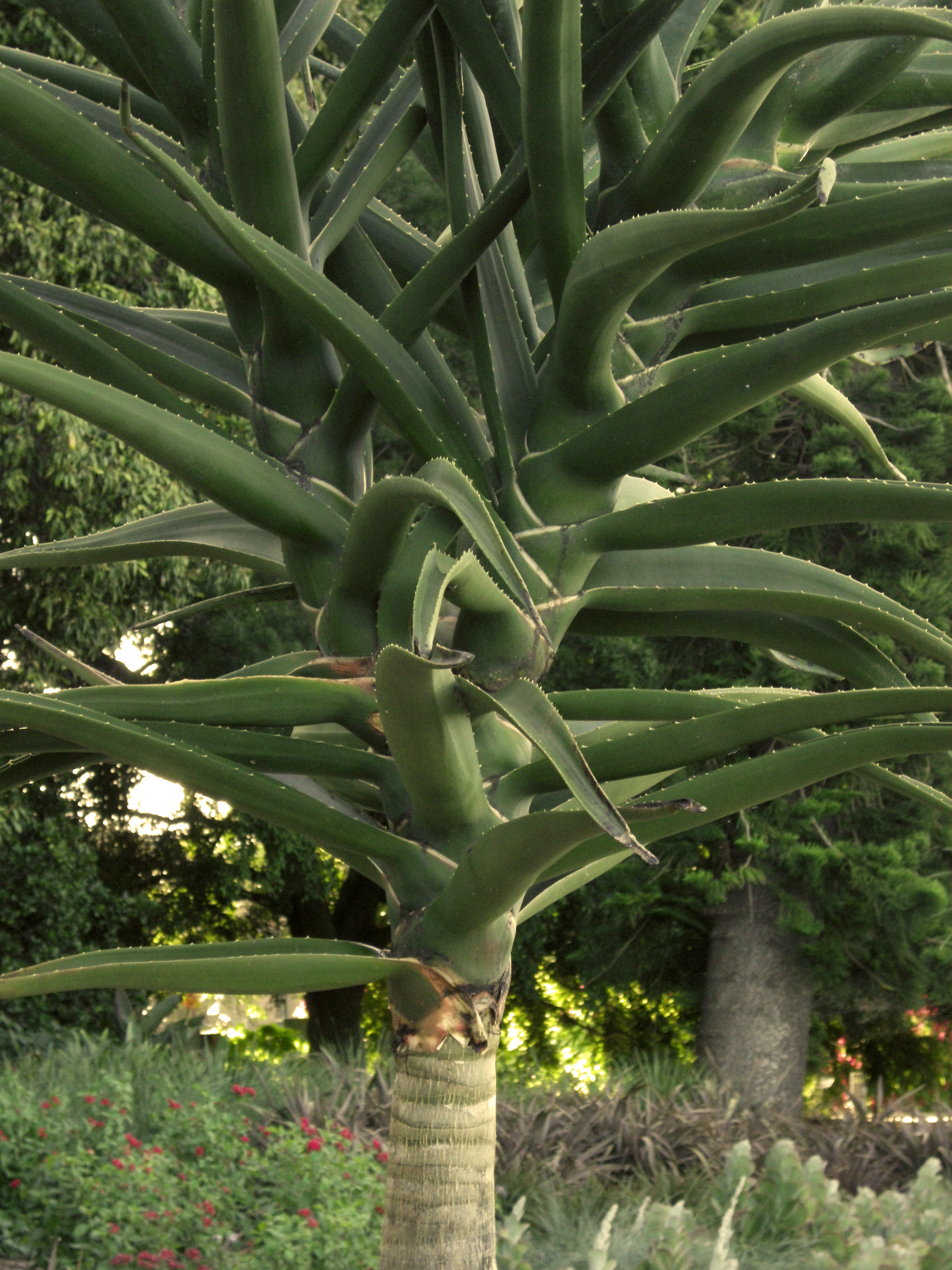
Detalle de las hojas

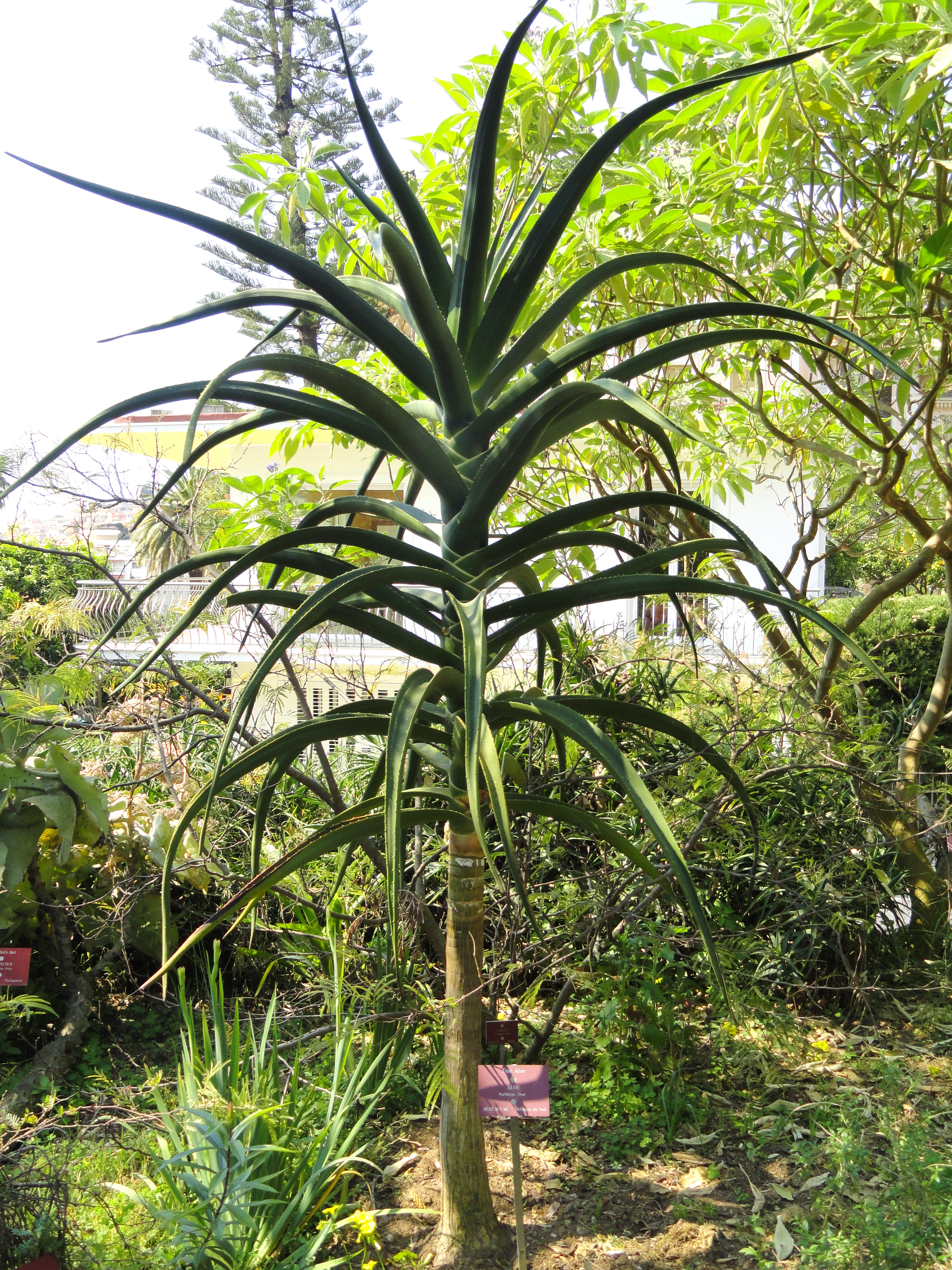
Vista de la planta

## Descripción
Es un escultural árbol de áloe con la copa redondeada que alcanza los 15 metros de altura y su tronco los 90 cm de diámetro. Es fácilmente distinguido por su corteza de color gris. Las hojas tienen los márgenes fuertemente dentados que le dan el aspecto de un reptil, se desarrolla en los desiertos con poca agua y es muy utilizado como planta decorativa, pues aparte de su porte tiene unas flores color naranja que aparecen en verano.

## Distribución y hábitat
Aloidendron barberae se encuentra en Mpumalanga, Suazilandia, KwaZulu-Natal y el Cabo Oriental, también en Mozambique. Por lo general crece en los bosques secos. Las muestras que se presentan a mayor altura, se encuentran en las estribaciones de la Cordillera Lebombo cerca de la frontera de KwaZulu-Natal-Mozambique-Suazilandia, los que tienen mayor dioámetro se encuentran cerca de Grahamstown.

## Taxonomía
Aloe barbarae fue descrita por William Turner Thiselton Dyer y publicado en Gard. Chron., n.s., 1874(1): 566 (1874).
Etimología
Aloe: nombre genérico de origen muy incierto: podría ser derivado del griego άλς, άλός (als, alós), "sal" - dando άλόη, ης, ή (aloé, oés) que designaba tanto la planta como su jugo - debido a su sabor, que recuerda el agua del mar. De allí pasó al Latín ălŏē, ēs con la misma aceptación, y que, en sentido figurado, significaba también "amargo". Se ha propuesto también un origen árabe, alloeh, que significa "la sustancia amarga brillante"; pero es más probablemente de origen complejo a través del hébreo: ahal (אהל), frecuentemente citado en textos bíblicos. La parte de "dendron" viene del griego "dɛndrɒn" que significa "árbol".
barberae: epíteto otorgado en honor de la pintora y naturalista inglesa Mary Elizabeth Barber (1818–1899).
Sinonimia
- Aloe bainesii Dyer
- Aloe bainesii var. barberae (Dyer) Baker
- Aloe zeyheri Baker[8][1]